# Trstěnice u Mariánských Lázní
Trstěnice (deutsch Neudorf b. Plan, auch Neudorf II) ist eine Gemeinde in Tschechien. Sie liegt sieben Kilometer östlich des Stadtzentrums von Marienbad und gehört zum Okres Cheb.

## Geographie

### Geographische Lage
Trstěnice liegt im Nordosten des Oberpfälzer Waldes nahe dem Übergang zum Kaiserwald. Durch den Ort führt die Staatsstraße 21 zwischen Cheb und Planá. Westlich erhebt sich der Kraví hora (Kühberg, 652 m), im Süden der Dlouhý vrch (Langenberg, 563 m).
Südlich des Dorfes liegt der Růženec (Rosenkranzwald), östlich der Mnišský les (Münchwald). Auf den Gemeindefluren befinden sich drei größere Teiche: der Zaječí rybník (Bauernteich, 11 ha), der Senný rybník (Haiteich, 13 ha) und der Kravský rybník (Reisenteich, 14 ha).

### Gemeindegliederung
Die Gemeinde Trstěnice besteht aus den Ortsteilen Horní Ves (Oberdorf) und Trstěnice (Neudorf). Grundsiedlungseinheiten sind Horní Ves, Skelné Hutě (Glashütten) und Trstěnice.
Das Gemeindegebiet gliedert sich in die Katastralbezirke Horní Ves, Skelné Hutě und Trstěnice.

### Nachbargemeinden
Nachbarorte sind Drmoul und Hamrníky im Norden, Úšovice und Vysoká Pec im Nordosten, Skláře, Chotěnov und Holubín im Osten, Dolní Kramolín und Chodová Planá im Südosten, Kyjov und Zadní Chodov im Süden, Broumov im Südwesten, Horní Ves im Westen sowie Tři Sekery, Cech Svatého Víta und Panský Vrch im Nordosten.

## Geschichte
Es wird angenommen, dass der Ort um 1100 gegründet wurde. Alten Nachrichten zufolge wurde die Kirche St. Veit im Jahre 1200 geweiht. Die erste urkundliche Erwähnung des Ortes erfolgte im Jahre 1367. Zum Sprengel der seit 1384 in den päpstlichen Verzeichnissen nachweisbaren Pfarrkirche St. Veit, die dem Patronat des Stiftes Tepl unterstand, gehörten später die umliegenden Dörfer Dreihacken, Dürrmaul, Glashütten (Skelné Hutě), Groß Sichdichfür, Herrnberg (Panský Vrch), Klein Sichdichfür (Malá Hleďsebe), Klemensdorf (Klimentov), Oberdorf (Horní Ves) und Tachauer Schmelzthal (Tachovská Huť). Seit dem Beginn des 15. Jahrhunderts gehörte Neudorf zur Herrschaft Kuttenplan.
In der Umgebung von Neudorf wurde seit der Entdeckung der reichen Erzlagerstätten auf dem Dreihackener Joch im 16. Jahrhundert intensiver Bergbau betrieben. Nordöstlich des Dorfes befand sich die St.-Viti-Zeche. Die Lage an der alten Kaiserstraße führte vor allem im Mittelalter mehrfach zu Plünderungen und Zerstörungen durch durchziehendes Kriegsvolk. Im 16. Jahrhundert wurde der Ort evangelisch, im Zuge der Rekatholisierung erfolgte 1624 die Einsetzung eines katholischen Pfarrers. 1742 zogen französische Truppen durch das Dorf. 1774 ließ Sigmund Graf von Haimhausen eine neue Kirche errichten. Neudorf bestand 1788 aus 69 Häusern.
Johann Gottfried Sommer bezeichnete den Ort 1838 in seiner topographisch-statistischen Beschreibung des Königreiches Böhmen als Neudorf alias Třesenice. Nach der Ablösung der Patrimonialherrschaften bildete Neudorf/Nová Ves ab 1850 eine Gemeinde im politischen Bezirk Plan. 1884 lebten in Neudorf 513 Menschen. 1895 hatte die Gemeinde 500 Einwohner, die in 84 Häusern lebten. 1921 erfolgte die Änderung des tschechischen Namens in Trstěnice, der bereits im Mittelalter parallel zu Neudorf verwendet worden war. 1930 lebten in Neudorf 488 Menschen, 1939 waren es 443.
Nach dem Münchner Abkommen wurde das Dorf 1938 in das Deutsche Reich eingegliedert und gehörte bis 1939 zum Landkreis Plan und nach dessen Auflösung bis 1945 zum Landkreis Tachau. Nach Kriegsende kam Trstěnice zur Tschechoslowakei zurück; die deutschen Bewohner wurden vertrieben. Angesiedelt wurden Tschechen, die aus deutscher Zwangsarbeit ins Land zurückkehrten sowie weitere aus der Gegend von Strakonice.
1945 wurde der Okres Planá wiedererrichtet. Nach dessen Auflösung kam die Gemeinde 1949 zum Okres Mariánské Lázně, der bis 1960 bestand. Seit 1961 gehört Horní Ves als Ortsteil zu Trstěnice, gleichzeitig kam die Gemeinde zum Okres Cheb. 1984 hatte Trstěnice 284 Einwohner.

## Sehenswürdigkeiten

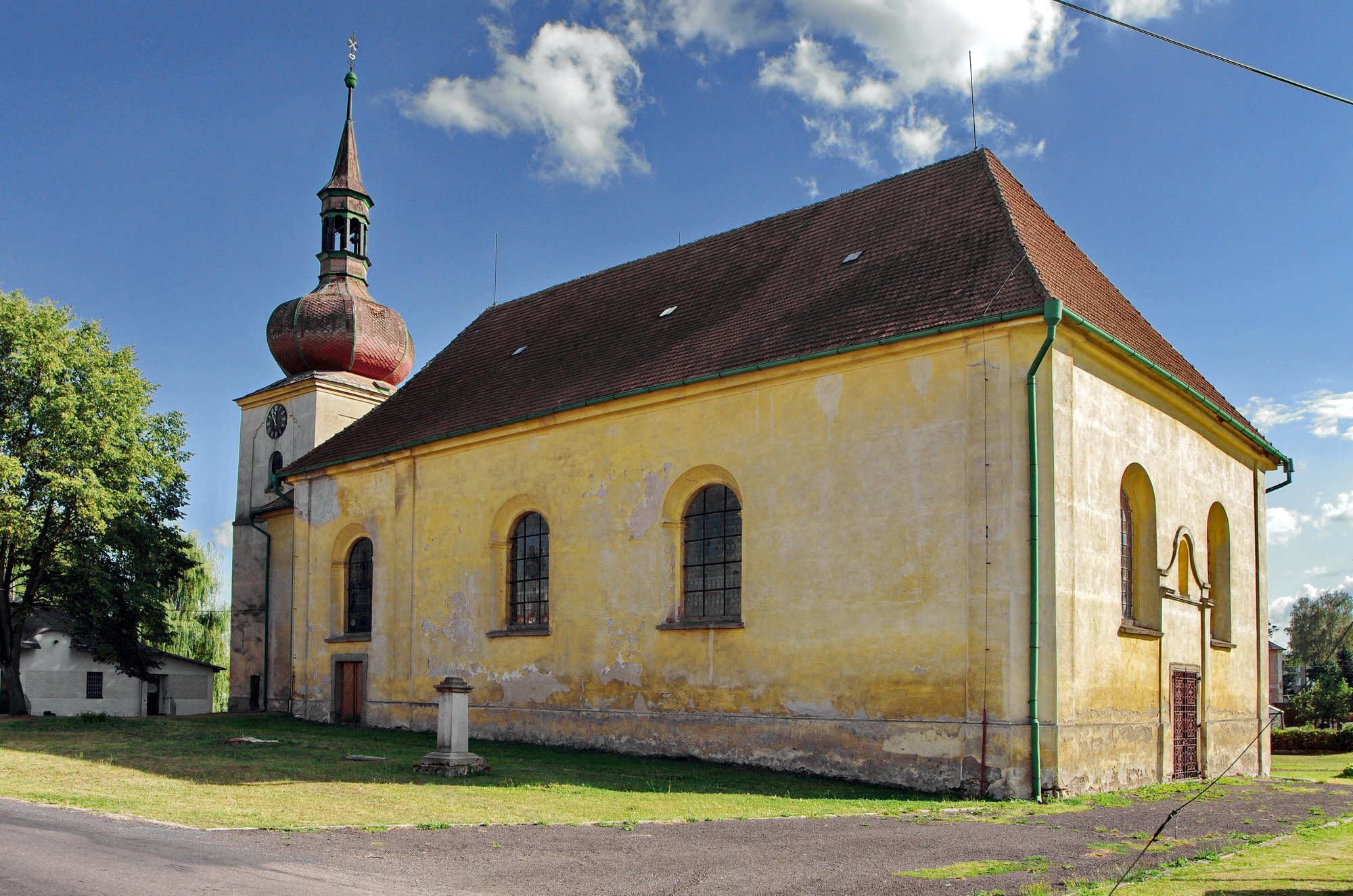
Kirche St. Veit

- Barocke Kirche St. Veit, erbaut zwischen 1774 und 1777 anstelle eines mittelalterlichen Vorgängerbaus
- Jagdschlösschen Berchembogen; das im Rosenkranzwald südöstlich des Dorfes gelegene neogotische Bauwerk wurde 1877 durch Hans Ernst Berchem-Haimhausen auf Kuttenplan errichtet.
- Barocker Speicher aus dem 18. Jahrhundert
- Statue des heiligen Johannes von Nepomuk aus dem Jahre 1868; die Skulptur wurde 1999 gestohlen und ist seitdem nicht wieder aufgetaucht

## Söhne und Töchter der Gemeinde
- Johann Baptist Wenig (1826–1875), österreichischer Jesuit
- Gerhard Heimerl (1933–2021), deutscher Verkehrswissenschaftler